# Dornier Do 29
Do 29 — немецкий экспериментальный самолёт укороченного взлёта и посадки.

## История
Самолёт был построен с использованием конструктивных деталей от лёгкого транспортного самолёта Do 27. Для уменьшения длины пробега при взлёте пропеллеры могли поворачиваться вниз на угол до 90 градусов. Первый полёт состоялся в 1958 году. Было построено три экземпляра[источник?].

## Лётные данные
- Модификация: Do.29
- Размах крыла, м: 13.20
- Длина, м: 9.50
- Высота, м: 2.96
- Площадь крыла, м²: 21.20
- Масса, кг
  - Пустого самолёта: 1820
  - Нормальная взлётная: 2620
- Силовая установка: 2 х 6-ти цилиндровый оппозитный двигатель внутреннего сгорания Lycoming GO-480[англ.]-B1A6 мощностью 270 л.с..
- Максимальная скорость, км/ч: 290
- Крейсерская скорость, км/ч: 244
- Практическая дальность, км: 720
- Практический потолок, м: 4000
- Экипаж, человек: 2